# 6
Cette page concerne l'année 6  du calendrier julien. Pour l'année 6 av. J.-C., voir 6 av. J.-C. Pour le nombre 6, voir 6 (nombre). Pour les articles homonymes, voir Six (homonymie).
Cet article possède un paronyme, voir 06.
L'année 6 est une année commune qui commence un vendredi.

## Événements
- 3 février, Chine : mort de  Pingdi, empereur Han de Chine. Accession au trône de Liu Ying, un enfant choisi par Wang Mang[1], qui règne sous le nom de Ruzi Ying (fin en 9).
- Automne :
  - campagne de Tibère contre Marbod. Tibère est envoyé en Pannonie avec l'imperium proconsulaire. Il occupe cette magistrature jusqu'en 9. À partir de Carnuntum, il prend la tête de 12 légions pour opérer sa liaison avec les cinq légions de l’armée du Rhin commandées par C. Sentius Saturninus, pour tenter de soumettre au printemps suivant Marbod et les Marcomans installés en Bohême[2] ;
  - Grande révolte illyrienne. Début d'un soulèvement mené par Bato en Pannonie et en Dalmatie sur les arrières de l’armée de Tibère (jusqu'en 9). Les Romains doivent abandonner les opérations contre les Marcomans pour le réprimer. Tibère fait la paix avec Marbod qui est institué roi-client de Rome et reçoit le titre officiel d’ami du peuple romain[2].

- Empire romain : institution de l’aerarium militare, caisse destinée à assurer une pension aux vétérans de l'armée ; elle était financée d'une part par le nouvel impôt de 5 % sur les successions (vicesima hereditatium) et d'autre part par la caisse privée des empereurs[3].
- Abdicatio d'Agrippa Posthumus, petit-fils d'Auguste, exilé pour troubles mentaux à Sorrente, puis à Planasia[4].
- Rome : disette[3]. Auguste double les rations de blé distribuées à la plèbe. Incendie catastrophique. Création de casernes[3].
- Auguste  rédige l'énumération de ses hauts faits destinée à son tombeau[5].

- La Corse et la Sardaigne sont séparées (6-67). La Corse devient province impériale[6].

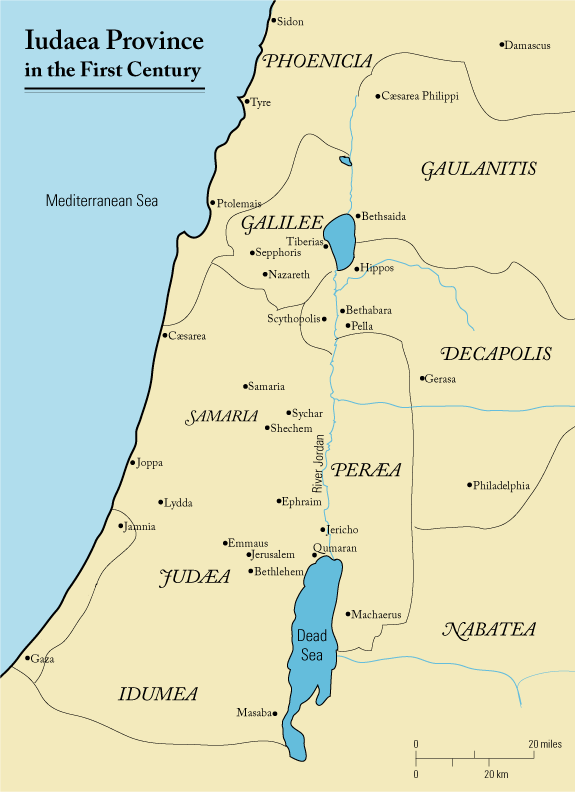
L’attitude tyrannique du tétrarque de Judée Hérode Archélaos provoque l’envoi d’une délégation de Juifs et de Samaritains à Rome. Auguste convoque Archélaos, le dépose et l’exile à Vienne, en Gaule. La Judée, la Samarie et l’Idumée deviennent provinces romaines.

- La Judée reçoit le statut de province romaine dépendante du gouverneur de Syrie[3]. Coponius devient procurateur de Judée, Samarie et Idumée (6-9).
- Publius Sulpicius Quirinius est nommé gouverneur de Syrie (fin en 9 apr. J.-C.). Selon Flavius Josèphe, il procède à un recensement provincial en Judée[7], qui provoque une révolte dirigée par Judas le Galiléen appuyé par le pharisien Sadoq[8], durement réprimée (crucifixion des rebelles). Naissance du mouvement des zélotes, qui considèrent Dieu comme leur seul chef et maître.
- Maurétanie : le proconsul Cossus Cornelius Lentulus réprime la rébellion des nomades gétules et de leurs alliés contre Juba II[9].

## Décès en 6
- Cléopâtre Séléné, fille de Cléopâtre VII d'Égypte et Marc Antoine, reine de Numidie.
- Han Pingdi, l'empereur de Chine, de 1 av. J.-C. au 3 février 6.